# Barnsley F.C.
Câu lạc bộ bóng đá Barnsley là mọt câu lạc bộ bóng đá Anh nằm ở thị trấn Barnsley, South Yorkshire. Đội bóng thành lập năm 1887 dưới cái tên Barnsley St.Peter's. Màu sắc của câu lạc bộ là đỏ và trắng. Đội đang chơi trên sân nhà Oakwell kể từ năm 1888 đến nay. Hiện tại đội bóng đang thi đấu ở League One (hạng nhì Anh).

## Lịch sử
Barnsley là đội bóng thi đấu ở giải đấu cấp độ thứ 2 nhiều hơn bất kì đội bóng nào trong lịch sử và đã sản sinh ra rất nhiều nhân tài tìm đến thành công ở các đội bóng khác. Ví dụ như Tommy Taylor, là cây săn bàn nổi bật của Barnsley đầu những năm 1950, sau đó chuyển đến Manchester United và giành được 2 danh hiệu vô địch mùa giải (cũng như ghi 16 bàn trong 19 lần ra sân ở đội tuyển Anh) trước khi bỏ mạng tại thảm họa Munich. Thương vụ của Taylor đến Manchester United khi đó đạt kỉ lục lên đến 29.999 bảng Anh.

### Thời quá khứ
Barnsley được thành lập vào năm 1887 bởi mục sư Tiverton Pleedy, thi đấu ở Sheffield and District League từ năm 1890 và sau đó là Midland League từ năm 1895. Họ gia nhập Football League năm 1898, và gặp khó khăn ở Division Two trong 10 năm đầu tiên vì lý do tài chính. Năm 1910, CLB vào đến trận chung kết FA Cup, và thất bại trước Newcastle United ở trận đấu lại. Tuy nhiên, sau đó họ lại vào đến chung kết FA Cup năm 1912 và đánh bại West Bromwich Albion 1–0 ở trận đấu lại để lần đầu tiên và duy nhất cho đến hiện tại vô địch giải đấu này.	
Khi mùa giải khởi động lại sau Thế chiến thứ I, mùa giải 1919-20 đã mang lại nhiều thay đổi đáng kể cho giải đấu. Sự khác biệt lớn đó chính là số đội ở First Division tăng từ 20 lên 22 đội. Đội bóng đứng cuối ở mùa trước là Tottenham Hotspur và đúng lý họ bị xuống hạng. Vị trí bổ sung đầu tiên ở First Division thuộc về Chelsea, khi họ đứng thứ 2 từ dưới lên và cũng nằm trong nhóm xuống hạng. Derby County và Preston North End thăng hạng từ Second Division. do đó vẫn còn thiếu một đội bóng nữa. Kết thúc mùa trước ở Second Division ở vị trí thứ 3 (1914–15), Barnsley tràn đầy hi vọng để có vị trí đầu tiên trong lịch sử ở First Division, tuy nhiên thay vào đó Football League đề nghị các đội bóng bỏ phiếu bầu. Henry Norris, người sau đó trở thành chủ tịch của Arsenal, dời đội Woolwich Arsenal từ phía bắc sông Thames về đến Highbury, và cần First Division để thu hút fan hâm mộ đến với ngôi nhà mới của họ. Ông ta sau đó làm một số chuyện mờ ám, bao gồm cả việc bị cáo buộc đã hối lộ một số đội bóng để ủng hộ cho Arsenal. Họ thắng cuộc bỏ phiếu và Barnsley phải chôn mình ở giải đấu cấp 2 của bóng đá Anh thêm tận 8 thập kỷ sau đó.	
Tuy nhiên từ những năm đầu đội bóng đã có cơ hội rất gần để thi đấu ở cấp cao nhất, chẳng hạn như năm 1922, họ đánh mất cơ hội thăng hạng khi chỉ thua duy nhất 1 bàn trong hiệu số bàn thắng bại. Từ thập niên 30 đến 50 của thế kỉ XX họ lên xuống ở giải Second Division và Third Division, và thập niên 60 đến 70 họ trôi nổi ở Third Division và Fourth Division, không thể dù chỉ một lần tạo kì tích vươn lên thi đấu ở hai cấp cao nhất của bóng đá Anh nữa.
Từ thập niên 80 đến đầu thập niên 90, CLB đã thi đấu khởi sắc hơn, thăng hạng và một lần nữa lại đứng vững tại Division Two như họ đã từng làm vào thời kì đầu tiên của lịch sử CLB, dần dần đạt đến vị thứ có thể tranh một suất để lần đầu tiên thi đấu ở cấp cao nhất của bóng đá Anh.

### Thời hiện đại
Hơn một thập kỉ Barnsley đã trải qua bao nhiêu thăng trầm. Đến cuối mùa giải 1996-97, lần đầu tiên trong lịch sử Barnsley thi đấu ở cấp cao nhất của bóng đá Anh. Tuy nhiên, họ xuống hạng ngay mùa sau đó cho dù đã cố gắng rất nhiều để trụ hạng.
Các năm sau đó Barnsley thi đấu không thành công, khi việc rớt hạng xuống Division Two và vấn đề tài chính đe dọa đến sự tồn tại của CLB. Barnsley chịu tổn thất rất nặng nề do khủng hoảng ITV Digital, dẫn đến việc CLB phá sản năm 2002. Nhờ Peter Doyle, một người sau đó làm thị trưởng của Barnsley, mà CLB tránh khỏi việc phá sản. Doyle sau đó rời khỏi CLB, giao quyền lại cho Gordon Shepherd và doanh nhân địa phương Patrick Cryne. Và cũng có sự thay đổi liên tục các HLV, có khi lên đến không ít 10 HLV trong 10 năm.
Barnsley có cơ hội thi đấu trận chung kết play-off ở Wembley trước khi sân được đóng cửa để sửa chữa, năm 2006, đội bóng giành chiến thắng trận chung kết play-off tại Sân vận động Thiên niên kỷ ở Cardiff, nơi họ đánh bại Swansea City 4–3 trên chấm phạt đền (2–2 sau 2 hiệp phụ) để thăng hạng thi đấu ở Championship. HLV lúc đó là Andy Ritchie, người đang dẫn dắt mùa đầu tiên ở Barnsley thay thế cho Paul Hart.
Đội bóng đã gặp khó khăn trong mùa đầu tiên trở lại với Championship. Vào tháng 11 năm 2006, khi Barnsley đang ở khu vực xuống hạng, Ritchie bị sa thải và thay thế bởi Simon Davey. Davey giúp đội bóng thoát khỏi khu vực nguy hiểm trong nửa cuối mùa giải, kết thúc ở vị trí thứ 20. Mùa tiếp theo, Barnsley với nhiều sự thay đổi đã có hành trình lịch sử tại FA Cup, đánh bại gã khổng lồ của Premier League Liverpool 2–1 ở Anfield và đương kim vô địch Chelsea 1–0 để lọt vào bán kết kể từ năm 1912, tuy nhiên họ nhận thất bại sát nút 1–0 trước Cardiff City tại Wembley.
Barnsley mùa đó tránh khỏi vị trí xuống hạng khỏi Championship trong gang tấc. Sau sự khởi đầu thất bại ở mùa giải 2009–10, Simon Davey bị sa thải và cựu HLV của Rotherham United, Mark Robinslên nắm quyền.
Sau mùa giải 2010-11 khó khăn, vào tháng 5 năm 2011, Mark Robins từ chức do vấn đề tài chính. Ông được thay thế bởi HLV Rochdale Keith Hill và trợ lý David Flitcroft. Barnsley kết thúc mùa giải 2011–12 với tư cách là một trong hai đội bóng duy nhất thu được lợi nhuận tại Football Championship, trớ trêu thay họ được ở lại bởi vì Portsmouth bị trừ 10 điểm do phá sản. Mùa tiếp theo phong độ của CLB không được cải thiện, Keith Hill bị sa thải ngay trước khi bước qua năm mới.David Flitcroft trở thành HLV tạm quyền, và sau một chuỗi trận cải thiện thành tích (kết hợp với việc Sean O'Driscoll và Terry Butchertừ chối tiếp quản CLB), ông đã được tin tưởng lâu dài cho vị trí HLV.

## Mốc thời gian
- 1887 - thành lập bởi mục sư Tiverton Preedy
- 1892–93 – Thành viên sáng lập Sheffield League, với tên gọi "Barnsley St. Peter's"
- 1893–94 – Á quân Sheffield League Division Two
- 1895–96 – Tham gia Midland League
- 1897 – Bỏ cụm từ "St Peter's" để có tên đơn giản là Barnsley
- 1897–98 – Á quân Midland League, tham gia Yorkshire League
- 1898 – Được chọn vào Football League
- 1909–10 – Á quân FA Cup
- 1911–12 – Vô địch FA Cup
- 1921–22 – Mất cơ hội lên hạng do số bàn thắng trung bình
- 1932 – Xuống hạng Division Three North
- 1933–34 – Vô địch Football League Division Three North; thăng hạng lên Division Two
- 1938 – Xuống hạng Division Three North
- 1938–39 – Vô địch Football League Division Three North; thăng hạng lên Division Two
- 1939–40 – Football League bị gián đoạn do chiến tranh bùng nổ
- 1953 – Xuống hạng Division Three North
- 1953–54 – Á quân Football League Division Three North
- 1954–55 – Vô địch Football League Division Three North; thăng hạng lên Division Two
- 1959 – Xuống hạng Division Three
- 1965 – Xuống hạng Division Four
- 1967–68 – Á quân Football League Division Four; thăng hạng lên Division Three
- 1972 – Xuống hạng Division Four
- 1978–79 – Mất vị trí á quân do hiệu số bàn thắng bại; thăng hạng lên Division Three
- 1980–81 – Á quân Football League Division Three (do hiệu số bàn thắng bại); thăng hạng lên Division Two
- 1990–91 – Mất suất play-off do hiệu số bàn thắng bại
- 1992–93 – Division Twochuyển thành Division One do cấu trúc của FA Premier League
- 1996–97 – Á quânFootball League; thăng hạng lên FA Premier League
- 1997–98 – Xuống hạng Football League Division One
- 1999–00 – Không được thăng hạng sau play-off. kết thúc ở vị trí thứ 4 (Bán kết – Birmingham City 0 - Barnsley 4, Barnsley 1 - Birmingham City 2, Agg 5–2; Chung kết – Barnsley 2 - Ipswich Town 4 tại Wembley)
- 2002 – Xuống hạng Division Two
- 2004–05 – Division Two chuyển thành Football League One do cấu trúc của Football League Championship
- 2005–06 – Thăng hạng lên Football League One với tư cách là đội chiến thắng vòng play-off, kết thúc ở vị trí thứ 5. (Bán kết – Barnsley 0 - Huddersfield Town 1, Huddersfield Town 1 - Barnsley 3, Agg 3–2. Chung kết – Swansea City 2 - Barnsley 2 (AET). Barnsley thắng 4–3 trên chấm phạt đền tại Sân vận động Thiên niên kỷ, Cardiff.)
- 2007–08 – Lọt vào bán kết FA Cup (đánh bại Blackpool 2–1 bởi bàn thắng của Stephen Foster và Michael Coulson, đánh bại Southend United1–0 bởi bàn thắng của Jamal Campbell-Ryce, đánh bại Liverpool 2–1 bởi bàn thắng của Stephen Foster và Brian Howard, đánh bại Chelsea 1–0 bởi bàn thắng của Kayode Odejayi, thua Cardiff City 1–0 ở vòng bán kết)
- 2008–09 – Có cầu thủ trẻ nhất lịch sử Football League tại Ipswich Town khi Reuben Noble-Lazarus vào sân lúc 15 tuổi và 45 ngày.
- 2013–14 - Xuống hạng League One sau trận thua 3–1 tại Middlesbrough, bàn thắng nhanh nhất trong lịch sử CLB – Ricardo Vaz Te sau 8.5 giây.

### Tổng thể
- Số mùa giải trải qua ở cấp độ 1 của hệ thống giải bóng đá Anh: 1
- Số mùa giải trải qua ở cấp độ 2 của hệ thống giải bóng đá Anh: 76
- Số mùa giải trải qua ở cấp độ 3 của hệ thống giải bóng đá Anh: 20
- Số mùa giải trải qua ở cấp độ 4 của hệ thống giải bóng đá Anh: 10

Barnsley là đội bóng thi đấu ở giải đấu cấp độ thứ hai của hệ thống giải bóng đá Anh nhiều hơn bất kì đội bóng nào khác vào ngày 3 tháng 1 năm 2011, Barnsley trở thành đội bóng đầu tiên có 1,000 trận thắng ở cấp độ 2 của hệ thống giải bóng đá Anh với trận thắng 2–1 trên sân nhà trước Coventry City. Barnsley cũng là đội bóng đầu tiên thi đấu 3,000 trận tại cấp độ 2 của hệ thống giải bóng đá Anh (1,028 thắng, 747 hòa, 1,224 thua).

## Đội hình hiện tại
Tính đến 1 tháng 7 năm 2019
Ghi chú: Quốc kỳ chỉ đội tuyển quốc gia được xác định rõ trong điều lệ tư cách FIFA. Các cầu thủ có thể giữ hơn một quốc tịch ngoài FIFA.
| Số | VT | Quốc gia    | Cầu thủ           |
| -- | -- | ----------- | ----------------- |
| 4  | TV | Úc          | Kenny Dougall     |
| 8  | TV | Bắc Ireland | Cameron McGeehan  |
| 9  | TĐ | Anh         | Cauley Woodrow    |
| 12 | HV | Guadeloupe  | Dimitri Cavaré    |
| 13 | TM | Anh         | Jack Walton       |
| 14 | TV | Anh         | Jared Bird        |
| 15 | TV | Anh         | Jordan Green      |
| 19 | TĐ | Wales       | Kieffer Moore     |
| 20 | TV | Anh         | Callum Styles     |
| 21 | TV | Đức         | Mike-Steven Bähre |
| 22 | HV | Anh         | Jordan Williams   |
| 23 | HV | Tây Ban Nha | Daniel Pinillos   |
| 26 | TV | Sénégal     | Mamadou Thiam     |

| Số | VT | Quốc gia | Cầu thủ                |
| -- | -- | -------- | ---------------------- |
| 27 | TV | Anh      | Alex Mowatt            |
| 28 | HV | Wales    | Ben Williams           |
| 29 | TĐ | Nigeria  | Victor Adeboyejo       |
| 33 | TV | Anh      | Jacob Brown            |
| —  | TM | Anh      | Bradley Collins        |
| —  | TM | Áo       | Samuel Şahin-Radlinger |
| —  | HV | Đan Mạch | Mads Andersen          |
| —  | HV | Sénégal  | Bambo Diaby            |
| —  | HV | Phần Lan | Aapo Halme             |
| —  | HV | Anh      | Toby Sibbick           |
| —  | TV | Anh      | Luke Thomas            |
| —  | TV | Anh      | Mallik Wilks           |
| —  | TĐ | Anh      | George Miller          |